# Diadegma aestivale
Diadegma aestivale är en stekelart som först beskrevs av Henry Lorenz Viereck 1921.  Diadegma aestivale ingår i släktet Diadegma och familjen brokparasitsteklar. Inga underarter finns listade i Catalogue of Life.